# Động đất Chilca 2022
Động đất Chilca 2022 (tiếng Tây Ban Nha: Terremoto de Cañete de 2022) xảy ra vào lúc 16:55, ngày 12 tháng 5 năm 2022. Trận động đất có cường độ 5,4 Mw, tâm chấn ở độ sâu khoảng 51,2 km. Trận động đất đã làm 2 người chết, 11 người bị thương.

## Thang địa chấn
| MMI                | Địa điểm              |
| ------------------ | --------------------- |
| MMI VII (Rất mạnh) | San Bartolo           |
| MMI VI (Mạnh)      | San Luis              |
| MMI V (Khá mạnh)   | Lima, Callao          |
| MMI IV (Tương đối) | San Vicente de Cañete |